# Gila modesta
Gila modesta és una espècie de peix cipriniforme de la família dels ciprínids que es troba a Coahuila de Zaragoza (Mèxic).